# Alicia Asconeguy

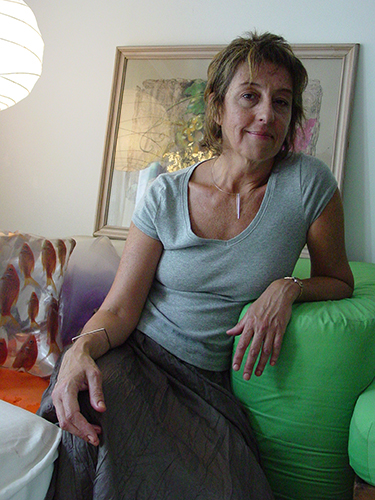
Alicia Asconeguy, 2006

Alicia Asconeguy (* 19. November 1949 in Montevideo, Uruguay; † 22. Juni 2020) war eine uruguayische Malerin und Grafikerin.

## Ausbildung
Asconeguy absolvierte erfolgreich eine Ausbildung in visueller Kommunikation am Instituto de Profesores Artigas (IPA), die sie 1975 abschloss. Sie studierte überdies von 1969 bis 1971 an der Escuela Nacional de Bellas Artes (ENBA) sowie bei Francisco Musetti, Fernando García Esteban und Miguel Battegazzore.

## Berufliche Tätigkeit
Asconeguy, die an der Schule des Club de Grabado und an der Escuela del Taller Americano de Tapicería lehrte, war als Dozentin für visuelle Kommunikation und Farbtheorie am IPA tätig.

## Künstlerischer Werdegang
Ab 1978 führte sie sowohl national als auch international Einzelausstellungen durch. Auch an mehreren Gemeinschaftsausstellunge nahm sie teil. Für ihre Arbeiten wurde sie vielfach ausgezeichnet. So erhielt sie 1980 den Botschaftspreis Spaniens (Premio Embajada de España) der mit einer Reise dorthin verbunden war. Sechs Jahre später erhielt sie eine lobende Erwähnung beim XXXIV. Salón Municipal de Montevideo. Ebenfalls 1986 wurde sie mit dem Ersten Preis des Mal- und Zeichenwettbewerbes 70 Aniversario de la Comunidad Israelita del Uruguay und dem Premio Bienarte del Alianza Cultural Uruguay-EEUU ausgezeichnet.

### Ausstellungen (Auszug)

#### Einzelausstellungen
- 1985: in der Galería Fabjbasaglia, Bologna, Italien
- 1991: Flashbacks im Museu da Imagem e do Som de São Paulo, São Paulo, Brasilien

#### Gemeinschaftsausstellungen
- 1983: Premio Cristóbal Colón de Pintura de la Unión de Ciudades Capitales Iberoamericanas, Madrid, Spanien
- 1983: Salón para jóvenes, Bogotá, Kolumbien
- 1985: Feria Internacional de Arte-Arco 85, Madrid
- 1985: XXXIII. Salón Municipal de Montevideo
- 1986: V. Bienal Iberoamericana de Arte des Instituto Cultural Domecq de México

## Auszeichnungen
- 1980: Botschaftspreis Spaniens (Premio Embajada de España)
- 1985: Premio Pintura beim II. Salón der Banco de la República Oriental del Uruguay
- 1986: Lobende Erwähnung beim XXXIV. Salón Municipal de Montevideo
- 1986: Erster Preis des Mal- und Zeichenwettbewerbes 70 Aniversario de la Comunidad Israelita del Uruguay
- 1986: Premio Bienarte del Alianza Cultural Uruguay-EEUU